# Съюзен договор
Съюзният договор (на турски: Sened-i İttifak) е споразумение в Османската империя между едрите аяни от провинциите и взелия властта с тяхно съдействие велик везир и доскорошен аян на Русе Мустафа Алемдар паша.
Между 21 и 30 септември 1808 година в Константинопол се провежда свикано от Мустафа Алемдар събрание на най-видните аяни от Румелия и Анадола, което завършва със сключването на Съюзния договор. По време на събранието около града са разположени военни части на аяните, наброяващи 200 хиляди души. Със Съюзния договор аяните признават взаимно владенията си и приемат Алемдар за свой пълномощник в управлението.
Съюзният договор остава само на хартия и малко след подписването му аяните изтеглят войските си към своите владения, оставяйки Мустафа Алемдар без подкрепа в столицата. Малко по-късно той е убит при метеж в града.